# RedEyes
『redEyes』（レッドアイズ）は、神堂潤による少年漫画。『マガジンGREAT』（講談社）『マガジンイーノ』、『月刊少年マガジン＋（プラス）』（講談社）にて連載していた。同誌休刊後は、単行本描き下ろしという形で継続中。
単行本は2025年4月16日現在で27巻まで発刊。

## 概要
未来を舞台に2国家間の戦争を描くSF架空戦記物で、緻密な設定と世界観が特徴。一部の言葉は現実のものから連想しやすい形へ差し替えた形で使用されている（例：アメリカ合衆国→ステイツ、英語・ドイツ語→エクラッド語・トイテナー語）。
未来ではあるが戦争形態は大量破壊兵器の使用不能（使用禁止などではなく使用が不能）、電子戦の破綻などにより有視界白兵戦中心となり退化している。高価で整備に手間がかかるハイテク機器が大規模戦闘には向かなかったこと、さらに静止衛星軌道上に存在して現状では制御不能とされる「オービターアイズ」と呼ばれる戦略軍事衛星群により、超高空を飛行する兵器（大陸間弾道弾や高高度爆撃機等）が自動撃墜されるため、戦闘は退化せざるを得なくなった。そのため、有視界での歩兵戦力を増強する目的で特殊強襲装甲・通称「SAA」と呼ばれる一種のパワードスーツが開発され、戦場へ投入されている。

## あらすじ
統合暦182年7月7日、レギウム共和国軍はドラグノフ連邦軍に対して和議を申し入れた。同年7月15日、トーラス市において「トーラスの和約」が締結される。これにより、2年8か月あまりにわたって続いたレギウム・ドラグノフ間の戦争は、レギウム共和国の実質的な敗北で終結した。
終戦から3か月後、レギウム軍特殊精鋭部隊「ジャッカル」の隊長であったグラハルト・ミルズは副長のユリアン・クレイズによって叛逆者の汚名を着せられ、死刑執行の日を迎えていた。だが、護送される際に海兵隊を殺害して脱走したミルズはクレイズに復讐するべく、たった1人の「戦争」を開始した。
かつての同僚でもある元ジャッカル隊員たちとの闘い、再会を得て、クレイズが現在は占領軍であるドラグノフ軍に所属していることを知ったミルズは「ドラグノフからの祖国奪還」を第一目標とし、反抗を続けるレギウム国民軍へと合流。
国民軍のレオン・リーダス大佐立案による首都ソルグレン奪還作戦となる「ヴィオロンの溜息作戦」が発動され、ミルズもこれに参加。壮絶な戦いの末に作戦は成功する。
一方、ユリアン・クレイズは戦争を裏で操っていた旧ルーミス王国王党派組織、ディヴァンを掌握。王家から受け継がれていたオービターアイズの制御コードを入手し制御権を手に入れた。試射を兼ね、レギウムに侵攻すべく集結していたドラグノフ軍を一瞬で消滅させると、全世界へ向けルーミス王国の復活とルーミス同盟の提言を行った。オービターアイズによる圧倒的な軍事力で加盟国を庇護し、それにより削減される軍事予算を宇宙開発へ投資する事で、人口増や資源不足で逼迫した地球人類を救うのだと。

## 登場人物
ほとんどの登場人物にはレーサーの名前の一部が含まれている。

### 元ジャッカル隊員
グラハルト・ミルズ
主人公。旧レギウム国防軍・陸軍特殊部隊ジャッカル隊長。レギウム軍の英雄でありながら、最後の戦闘で部下であったクレイズの策略によって反逆者の濡れ衣を着せられる。その罪で死刑判決を受けるも、執行の直前に海兵隊6名と死刑囚2名を殺害し逃亡。クレイズに復讐を果たすために行動を開始する。
早くに両親を亡くし職を転々としていたところをレギウム国防軍の"英雄"ことアラン・クルサード大佐に見出され、同大佐の推薦で軍属経験の無いまま統合レインジャー連隊の訓練キャンプへと入隊。そこで自身も知らなかった戦士としての才能を開花させ、頭角を現す。クラダーとして兵種転換する前までに歩兵特務部隊で少尉にまで昇進している。
特にある事件をきっかけとして「覚醒」した後の戦闘能力は凄まじく、生身でSAAを装備した部隊を瞬殺するほど。また温和で人懐っこかった性格も180度変ってしまった。そのあまりの戦闘力は敵味方ともに恐怖を与え、「戦場の死神」又は古いグリース語で大量虐殺「スロウター (slaughter)」を意味する「ジェノサイド (genocide)」と呼ばれ畏怖されることとなる。
かつての部下レイニーをはじめとした仲間を得ながら、現在はレギウム国民軍に参加。レギウム国民軍に参加した時に大尉から（軍籍自体も復帰）少佐に昇進し、第1特殊機装兵大隊の大隊長となった。
冷酷非常な殺戮機械と呼ばれるように普段は非常に冷徹。しかし本来は誰よりも他人を思いやれる優しい性格でありながら、それを表に現すのが苦手な不器用な男と言える。
ユリアン・クレイズ
元ジャッカル隊員だが実際はドラグノフ連邦のスパイでありミルズを罠に嵌めた張本人。戦後はレギウム国防軍少佐で内国治安維持部第1課第5室長であり、なおかつドラグノフ連邦軍統帥局情報部第7課所属の大佐でもある。これらに加え、「ディヴァン」なる組織にも参加しており、「グラン・ケイオス（再生への混沌）」なる計画の執行者である。
その正体は滅亡したルーミス王国の王族で、フルネームはデオ・ゼーネス・アム・エーリヒ・オ・シルツァ・デン・ロートシルツ（エーリヒの嫡子にして血の盾章の護持者たりし）＝ユリアン・クレイズ・フォンテ・シルバイン。サーカムが残したオービターアイズの制御コードを手に入れ世界の掌握を目論んでいる。
レイニー・クルーガー
陸軍出身の元ジャッカル隊員。特にブレード（ナイフ）での戦闘に長けており、こと近接戦闘になればジェノサイドに匹敵、または凌駕する程の腕前を持っている。この事から「ブレード使いのレイニー」の二つ名を持つ。
元はミルズ、バロスらと同じレインジャー養成キャンプで苦楽を共にした同僚であり親友同士。ミルズが一足先に昇格し指揮官となってからは友情だけでなく上官としてまた戦士として多大な尊敬の念を抱いていた。しかし最愛の妹をクレイズに人質にとられ、しかたなくクレイズの策略に協力する事になってしまう。その後脱獄したミルズを捕らえる為クレイズの命に従い心ならずもミルズと対峙するが、ミルズに諭され行動を共にするようになる。
レギウム国民軍に参加後は、中尉から大尉に昇進。同時に第1特殊機装兵大隊A中隊の中隊長になる。
普段は快活でノリの良い性格だが一度キレると手が付けられないほど凶暴になるため「触らぬ神のレイニー（レイニー・ジ・アンタッチャブル）」というあだ名を付けられたこともある。
バロス・ウォード
海軍海兵隊出身の優秀なスナイパーであり、敵に「ジャッジメントアーチャー（審判の矢を射る者）」と噂された元ジャッカル隊員。ミルズ、レイニーとはレインジャー養成キャンプの同期であり親友同士でもあった。
病弱な弟を軍の病院にいれ最先端の治療を受けさせることを条件にクレイズの策略に協力するも、治療の甲斐なく弟は死亡。戦後は軍を退役し静かな山中で隠棲していた。
レギウム国防軍に参加する為山越えを図るミルズらと再会、協力を求められるも一度は拒否。しかし「自分の居場所は戦場にしかない」事に気付き、危機に陥ったミルズらの救援に駆けつける。山岳地の登攀ルートを塞いでいた野戦狙撃砲と狙撃戦を繰り広げ、見事野戦砲を破壊するも、自身も凄絶な最期を遂げた。
ロッシ・セリオーニ
元ジャッカル隊員。公式にはジャッカル隊最後の任務の撤退中に行方不明とされている。
しかし戦後はクレイズの下に付き、普段は専属の運転手をしながらクレイズの命の下様々な任務に暗躍している。
「猛毒」という二つ名をもつ暗殺の名手で、清掃業務員に偽装しA.H.パウエル元帥を暗殺した。
実はミルズらと同じレインジャー養成キャンプ出身で彼らの3期上の先輩であった。
クラウス・ガードナー
元ジャッカル隊員であり情報収集・分析・操作のスペシャリスト。戦後は軍を脱走しレギウム国民軍に参加。現在はその中枢に食い込んでいる。
また一方でクレイズとも繋がりを持ち、クレイズ経由で国民軍への物資供給を担うなど、ある意味では国民軍の生命線を担っているといっても過言ではない。クレイズの手に入れた情報の多くも彼がもたらしたものであり、クレイズ自身をして「最も全てを知る男」と呼ばれる。クレイズから依頼され、暗号化されたオービターアイズの制御コードの解析も行っている。
大陸東方の独裁国家出身で、謀殺された父親の復讐に反政府活動へ参加し、結果的に祖国の滅亡を招いてしまったという過去があり、それ故に世界を戦争から解放するというクレイズの野望に協力していた。
しかし、オービターアイズの力を濫用し始めたクレイズの姿を見て自身の過ちを悟り、決戦に赴くミルズらに自身の過去と裏切りを告白し自決した。
この直前にオービターアイズへ自滅プログラムを仕掛けており、自決は過ちへの贖罪と同時に停止させようとするであろうクレイズからの脅迫対策でもあった。

### レギウム国防軍
アラン・クルサード大佐
レギウム国防軍の"英雄"にして"傭兵"。平和ボケしたレギウムにあって数少ない実戦経験の持ち主であり、国外にて世界中の地域紛争・内戦に参加し数々の武勲を立てた。そのため、“戦場の死神”の異名をとる。
レギウム国防軍の中では無役を特例的に許されており、開戦前は統合レインジャー連隊の客分とも言うべき存在（連隊の司令官ではない）で、レインジャー訓練兵を指導する事もあった。
とある事件をきっかけに、ただの民間人だったミルズと出会い、彼の潜在能力を見出し統合レインジャー連隊の訓練キャンプへと入隊させた。
レギウム軍の現状の体制に反感を持ち反乱軍の指揮官"議長"として反乱を起こす（実際には、ミルズを「覚醒」させる為の行動）。ミルズに倒され、“戦場の死神”の異名はミルズに受け継がれていくこととなる。
ミルズにとっては"本当の自分を見付けた人物"であると共に"自分が初めて殺した人物"である。ミルズにとっては恩師とも言える人物であり、彼を愚弄する者に対して"殺意"がでる。
レイラ・クルーガー中尉
クレイズの副官兼愛人。レイニーの妹。クレイズに心酔している。
肩書きは内国治安維持部第1課第5室長副官。
クレイズからの信頼は厚く、正体を打ち明けられている。一方でレイニーからは当初は人質になっていると説明されたが、彼や彼女自身の意思と関係なく、クレイズの判断1つで容易に殺されるほどに近い立ち位置と言う点は変わっていない。
ロビン・ストーナー退役大尉
SAA開発の徒花として生まれた歩兵携行用対SAA兵装「パルスアーム」を実際に使いこなせる唯一の人間。
手に光を宿す、神に選ばれし男と呼ばれ「ゴッドハンド」の異名をとるSAA猟兵。
対SAA猟兵部隊に所属し、初戦で帰還したのは彼一人だったが彼はその戦いで10機のバルメを撃破している。
国民軍によるソルグレン奪還作戦時に国民軍に呼応する形で参戦。レジスタンスと行動を共にしている。
ルーミス騎士団の団長候補としての訓練を受けていたが、団長となるのを嫌がって騎士団から離れた。本名はロビン・チェカであることがコミックス23巻で明らかになった。

### レギウム国民軍
レオン・リーダス大佐
レギウム国民軍参謀部第1（作戦）課長。常に軍服を着崩し無精ひげを生やし、ボサボサの頭をよく掻いているが、身なりとは裏腹に知略に長けた“稀代の用兵家”である。
陸軍士官学校を首席で卒業後に国防陸軍大学校に入学するが在学中に戦争が勃発したため自らこれを退学し、師団の幕僚に赴任。その頭脳明晰さが早々にキャラダイン中将の目に止まり、軍参謀部の作戦参謀に転属。そして開戦後の第3軍の戦略・戦術の殆どを考案・成功させて第3軍の奮闘を支え、史上最年少で大佐地位に昇り詰めた。特に僅か8機のSAA（後のジャッカル隊メンバー）で敵機甲大隊の進撃を2日に渡って阻止した出来事は“レントの奇跡”と呼ばれ、彼の名を一層広める事となった。
ミルズの理解者でもあり、彼の不遜な態度を苦々しく思いながらも扱いを心得ており、レギウム国民軍への復帰を躊躇っていたミルズに対して彼がクラダーであるがこその“ある仕掛け”をして復帰させた。また彼にガードナーを『国民軍にとって欠かせない人物』との趣旨で紹介し、過去の因縁で手を出してしまうことを防いで共闘の形に持ち込んだ。
ガードナーの背後の存在にある程度気付いている人物でもあるが黙認している。
ゼップ・ジベルノウ少尉
「亡霊（ゴースト）」の二つ名をもつ、腕利きのクラダー。自分を息子のように扱ってくれたファビオ・マセッティ少佐の命を受け、終戦後も本国の停戦命令を自らの意思で無視し敵から鹵獲した部品を流用した継ぎ接ぎSAAで戦い続けていたが、ミルズに少佐の遺書を渡され独断での戦闘を停止、レギウム国民軍に加わる。軍に復帰後はヤガミ重工カシワザキ事業所製F3A「鬼神（キシン）」のクラダーとなる。飛行場制圧後戦時中昇進して中尉となっている。
鬼神(キシン)に搭載されたブレードで銃弾の雨を弾く、戦車も撃墜するなど、ジャッカルの隊長候補にもなったその実力は本物である。
エドワード・ハメル大将
レギウム国民軍総司令官(第3軍司令官)。指揮官としての有能さと人格的な魅力を併せ持つ将軍。
リーダスを全面的に信頼している。

### レグトス人民戦線 (LPF)
イグナチオ・クリヴィーレ少佐
極右政党-レグトス人民戦線 (LPF) の私兵組織である国民突撃梯団（フォルクス・カイル）の部隊長。
表には出る事の無い極秘任務に多数従事しており、“英雄”クルサード大佐に対して「陰の英雄」とも言われている。
終戦後もゲリラ活動を続け、逮捕の後、表向きは処刑されたことになっていたが、実際は部下らによる襲撃を恐れた政府によってミルズと同じ刑務所に収監されていた。
パウエル元帥暗殺に伴う混乱に乗じて部下らによって救出され、その際に同じく収監されていた、「野獣」ヘイデンに「恐怖」を教え、配下に加える。
かつてはミルズたちも居た統合レインジャー連隊の最初期メンバーであり、「天才」と称されたが、訓練中にクルサードに「殺され」た事で傲慢さを打ち砕かれた…と言う過去を持っている。
現在はかつての傲慢さは無くなり、苦渋を舐めつつも国を愛する人々のために自身の血を流す事すら厭わない人格を持つ。
ヘイデン
「敵をブッ潰すのが快感だから」という理由で戦い、味方からも「野獣」と称される男。
衝動のままに殺戮を続けていたが、自分を罵った上官を殺害したため、ミルズやクリヴィーレと同じくメルヴィルの軍刑務所に収監されていた。
それだけに戦闘能力は高く、銃器を持った複数の兵士を素手のみで平らげられるほど。
圧倒的に格上の兵士であるクリヴィーレに「恐怖」を教えられ、同行する。

### ルーミス騎士団
ルドルフ・チェカ
ルーミス騎士団の団長。敵だけでなく味方でさえ精神に異常をきたすほどの戦闘能力の高さから「悪夢（ナイトメア）」と呼ばれている。
バルトロメ・ロレンソ
ルーミス騎士団陸戦部隊「黄の大隊(ゲルプ・バタリオン)」の大隊長。
SAAを上回る巨躯の二足歩行兵器ティーガーを駆り、機甲部隊をも蹂躙する凶悪な戦闘能力を誇る。
クリヴィーレ隊との遭遇戦で重傷を負うも外部操作による投薬で正気を失い、機体が擱座した後は生身で肉体の自壊を厭わぬ猛攻を続ける。その姿を哀れんだイグナチオの計らいで正気を取り戻すまで手心を加えられ、正気に返った上での相対で討ち取られた。
イシュメル・スピーズ
ルーミス騎士団航空部隊「白の大隊(ヴァイス・バタリオン)」の大隊長。
独自開発された高性能戦闘機ヴェルズフェルニルを有する航空部隊でも他を隔絶する操縦能力を有し、地上戦においてもジベルノウと互角以上に渡り合う高度な白兵戦能力を有する。
レーザー兵器搭載輸送機へ搭乗機を体当たりさせて撃墜し、脱出後はシェルター破口への突入部隊を阻止すべく単機奮戦するもジベルノウと刺し違える形で討ち取られた。
ビガス・バウティスタ
ルーミス騎士団海兵部隊「青の大隊(ブラウ・バタリオン)」の大隊長。
水陸両用型SAA部隊を指揮し、施設内の貯水施設を改装したトラップ地帯で防衛戦を行うもレイニーに討たれる。
他の騎士団員と違いグレイズの影武者に使われた孤児達の生き残りという経歴を持ち、理不尽な運命に屈し影武者として己を殺し続けていたが戦いの中で自分自身の感情を再認識し、レイニーをして「手心を加える余裕すらなかった」と評される程果敢に戦い抜いた。

### 民間人
サヤ・ハミルトン
小さな田舎町に住んでいた少女。疎開の際に母親と親友を空爆によって眼前で失い、孤児となる。後に廃ビルで脱獄後逃走中のミルズに出会い、そのまま行動を共にする。
彼女個人は廃工場での出会いの時までは直接の面識は無いが軍のプロパガンダ番組でミルズの事を知っている。また、行動を共にしてからのミルズの不器用な優しさに振れた事から大変に慕っており、第3軍に合流後は少しでも役に立とうとアンソニー・ハワードの元で彼の機体整備等を行っている。彼女に出逢ってからミルズが表情豊かになったとされ、またサヤの笑顔も増えたとされている。整備の仕事覚えもそう悪くないとハワードには評されてはいるがMK-54のマーキングを誤って「NK-54」と書くなど時折おっちょこちょいなミスもする。
アンソニー・ハワード
元AGI社の技術者。MK-54の開発主任である。
MK-54が次期主力SSAのコンペでゼブラに敗れたため、MK-54がゼブラより優れている事を証明する為、基地を襲撃したミルズにMK-54を託す。だがクラダーを実験道具ないしはSAA起動用の部品としか思っていないフシがあった為、MK-54をミルズに渡した際に足を撃たれてしまった。（脱獄囚に新型を渡せばアンソニーの立場が危うくなるため、「渡した」のではなく「強奪された」ことにするためのミルズの配慮でもあった。）
ミルズがMK-54と共に第三軍に合流後は自身も危険を冒しながら同軍に渡り、MK-54を始めとする各エースクラスの搭乗SAAの整備・カスタムを一身に担っている。コンペでの因縁でGAF社製のゼブラの整備は頑なに拒んだが、ミルズの計らいで（整備を渋る彼に対し前述した強奪事件の際撃ったことを引き合いに出して「さぞかしこの銃なら（前回撃ったときよりも）大きな穴が空くだろうな」と『説得され』）渋々引き受けている。
MK-54との再会の際に同機の扱いの酷さと再会できた感動で涙し、自身と同機の関係を「親子」と称するなど、マッドエンジニアな面があり、自身が整備するSAAのクラダー達や気の強いサヤと揉め事を起こす(からかわれる)ことが多い。レイニーやサヤとは事あるごとに言い合いになる。MK-54の開発者でもあり、ミルズ達エースクラスの搭乗SAAの整備・カスタムを任される、残された器材から新装備を開発するなど、技術者としての腕は確かである。
第三軍合流後はミルズから「ハカセ」と呼ばれている。

## 各国軍編成

### レギウム国防軍

#### 陸軍
ジャッカル
正式名称「レギウム陸軍機甲教導師団司令部直属第54独立特殊機装兵部隊 ジャッカル」
レギウム軍最強と謳われたSAA特殊部隊（レッドアイズ）で八名の精鋭兵から成る。戦争が敗戦に終わった現在は解体されミルズを除いた隊員は表向きは全員別部隊に転属となっている、現在確認されている隊員の作中での経緯は#元ジャッカル隊員を参照。

第21独立駆逐大隊第1特務小隊
統合歴180年7月頃、マルタフ州カーソンにて、ジャッカル創設以前にミルズ（曹長：当時）が率いていた歩兵特殊部隊。

GIGN
作中内の振り仮名は“ジジン”。内国治安維持部国家憲兵隊（ジャンダルマ）が有する即応部隊。隷下に対テロ用の強襲班に加え、特殊機装兵隊を3個班有する。またその特機1班は、装備するSAAから《ブラックバード》の名を冠している。

ATLAC
Arms Technical Laboratory, Army, Coburn＝陸軍技術研究所。ドルジュ州のコバーン陸軍基地に在る国防陸軍隷下の機構。陸軍が使用する装備全般の開発や技術研究を担当する。本来は陸軍技術研究本部の研究実践機関であったが、現在ではAGIやB&S-ATなどの民間企業も研究室を置き、共同開発・研究を行っている。戦後、ド軍の次期主力SAA開発を行い、XSP-180Mk-54とFR-A12を生みだした。

機甲教導団
国防陸軍教育総監部直属の機関・部隊。戦車教導団と機装教導団の総称を指す。各分科における基礎教育・練成訓練を担当している他、新兵器・装備の試験も行う。機甲部隊教官、士官候補生、テスターの集団である事から、実戦部隊として最精鋭であるとされ、戦況が悪化した統合歴180年11月に実働の1個戦車旅団・1個機械化歩兵連隊を併せて、機甲教導師団として第9軍隷下に編入された。その野戦打撃力から赫々たる戦果を上げたため、第9軍が改編され、第1軍隷下となった後も最前線に投入され続けた。終戦まで主力機甲師団として機能し続けていたが、戦後182年7月20日にド連邦軍監視の下、師団編成を解除されて平時通常任務に復帰した。
ちなみに戦時には、隷下にジャッカルやファビオ・マセッティ独立支隊などを有していた。

統合レインジャー連隊
ミルズ、レイニー、バロス、ロッシらの古巣。通称：JRR（Joint Ranger Regiment）。レギウム国防軍統合幕僚本部直属の陸・海・空合同部隊で、その空中機動力を以って戦略的要所に緊急展開し、全軍を先導する戦略強襲部隊。駐屯地はドルジュ州フォート・ラングマリー。統合歴141〜145年のマウーラ戦役で勇名を馳せた陸軍第52レインジャー連隊を前身とし、その任務の性格上、三軍の緊密な連携が必要な事から、148年に各関連兵科を併せた三軍統合部隊として改変・創設された。“常時臨戦”を旨に、士気の高い志願兵で編成され、PHC（汎人類評議会）の要請に応じた平和維持活動にも多く参加している。そのため、対ド戦争勃発以前に特殊部隊ではない正規部隊としては唯一の実戦経験部隊であった。三軍統合部隊という性格から連隊長は大佐でなく、准将を持ってその任に充てる。
レインジャー大隊3個（全9個中隊中、機装化中隊2個、機甲猟兵中隊1個）を中核とし、輸送飛行隊（輸送機）、空中機動大隊（輸送ヘリ）、航空騎兵中隊（攻撃ヘリ）、CSAR（戦闘捜索救難）中隊、戦闘工兵中隊、軽砲兵中隊、その他補給や衛生部隊などで編成されており、いわゆる連隊戦闘団の規模を誇る。
対ド戦争勃発後、開戦と同時に第6軍最前線に投入され、ド軍第23軍侵攻正面の防衛を担当した。本来、戦略強襲部隊であるはずが、単なる戦線の一翼として使用されたこと、兵員補充系統が陸軍の埒外にあったことから、激戦の連続によって戦力をすり減らし、統合歴180年2月にはその戦力を殆ど喪失し、書類上のだけの存在となっていた。以後、残存兵力はG中隊のグレッグ・ムーア少尉指揮の下で再編され、第6軍隷下に編入された。

8個師団（レギウム共和国国防軍）
『トーラスの和約』により、陸軍兵力10万人を上限（予備兵力も無し）として再編されたレギウム共和国の正規軍。第1師団（バルシア州）、第2・6師団（ドルジュ州）、第3・8（オーベク州）、第4師団（ブルゲン州）、第5師団（マルタフ州）、第7師団（サラジュ州）の8個師団からなるが、口径80mm以上の火砲、射程10km以上のミサイルやMBT（主力戦車）に分類される装甲車両、機械化歩兵（SAA）部隊の保有が禁じられた軽装備歩兵師団である。また、大隊以上の部隊に親のドラグノフ派のエストン人士官が政治将校（政治委員）として派遣されており、実質上ド連邦軍の隷下にある。
戦前の常備兵力が32万人であったことから、約3分の1以下に制限を受けた事になり、和約がいかに共和国の主権と自衛権を謳おうとも、それが方便にすぎないことから、陸軍正規軍は自嘲気味に“8個師団”と呼ばれる事となった。
予想以上に長引いた対レギウム国民軍戦への投入が決められ、それらに合わせて禁止兵器の再装備が進められている。

#### 空軍
レギウム空軍には戦後大した戦力は残っていなかったものの、トーラス和約後に戦略爆撃機50%、攻撃機30%、AWACS・空中給油機の廃棄が命じられた。

第223戦闘飛行中隊
トーラス和約に反発し、反乱を起こしたサン・アンドリュース空軍基地駐留の空軍部隊。飛行中隊長はC・シェパード空軍中佐。和約成立後の統合歴182年7月18日に、反乱を起こした7機がドラグノフ駐留空軍の制空権を突破、当時のド軍レギウム遠征軍総司令部が置かれていたガルトリニ市上空に侵入し、シェパード中佐機が総司令部があるガルトリニ市庁舎にロックオンサインを刻んだとされる。その後、殺到するド空軍邀撃機とのドッグファイトにより袋叩きにされ、全機が未帰還となった。

#### 海軍
ドラグノフへの逆上陸を狙ったチャリオット作戦の際に起きた、オストリフ沖海戦にて機動艦隊と航空戦力の殆どを失っている。少数の沿岸警備艇などが残存している模様。
海兵隊
レギウム軍では海兵隊は海軍の隷下組織である。指揮下には、バロスが所属していた海兵第2連隊強襲上陸大隊や、ミルズを護送しようとした憲兵特務班などがある。
ダナーン河艦隊
大規模河川であるダナーン河を管轄とする艦隊。トーラス和約以後も、残留を許された。

### ドラグノフ連邦軍
COBRA（コブラ）
正式名称「ドラグノフ連邦軍第一機装突撃隊」
連邦軍の全特殊部隊から選抜され過酷な訓練を耐え抜いた精鋭のみが入隊を許されるSAA特殊部隊で、平時は統帥局、戦時は連邦軍最高司令部に直属する、編成は第1 (101) - 第7 (107) の7個戦隊で、劇中ではシュワンツの所属する107戦隊と回想で104戦隊が確認されている。
「COBRA」という部隊通称は公的には「Commanndo of Braves（勇士達の突撃隊）」の略だが、常に最前線に投入される事からその損耗も激しく（戦時の損耗率は120%）、故に友軍から「Commanndo of Bloody Replaceable Arms（血塗られた取替えのきく人間兵器たちの突撃隊）」と畏怖を持って揶揄される他、敵軍であるレギウム軍では発音から「毒蛇」と恐れられている。

レギウム委託駐留軍
終戦後の委託駐留法により、レギウム領内に駐留するドラグノフ軍で、陸軍22個師団、海軍第2機動艦隊、空軍第5戦略航空軍からなる。
各州に師団単位で配置され、バルシア駐留軍、ドルジュ駐留軍、ブルゲン駐留軍、マルタフ駐留軍、オルフェルド駐留軍といったように、州名を冠した“駐留軍”の名称で呼ばれるが、実際の機構上は軍団として編成されている。
なお、オルフェルド駐留軍はレギウム国民軍と交戦中の軍集団であり、かつての西部方面軍そのものである（第34軍は編成解除）。したがって、“駐留軍司令部”が方面軍司令部である。

オルフェルド駐留軍
レギウム委託駐留軍の中で、レギウム国民軍と交戦中の駐留軍。第2機甲軍（第6機甲軍団、第9機甲軍団）、第8軍（第21軍団、第32軍団、第76軍団）、第15軍（第17機甲軍団、第42軍団）からなる。

### レギウム国民軍
旧レギウム国防軍第3軍。終戦時ランスバール州にあった同軍が、降伏・武装解除を拒否して交戦を継続。後にレギウム国民軍を名乗った。国民軍総司令部は、陸軍だけでなく、空軍の第11戦術航空団の指揮権も有する統合司令部（単に航空団への連絡機能を付加したもの）である。
国民軍総司令部（司令部予備：第77山岳歩兵師団、第30降下猟兵旅団、第1機装兵大隊他）の指揮下に、第7軍団（第9歩兵師団、第12機甲師団、第101歩兵師団と司令部予備：第76歩兵旅団）、第15軍団（第8機甲師団、第11歩兵師団、第82歩兵師団、司令部予備：第65歩兵旅団）、ベホル軍団（第14山岳歩兵師団、第23山岳歩兵師団）を有している。
第1特殊機装兵大隊
レギウム国民軍総司令部直属のSAA特殊部隊。大隊長ミルズ、A中隊長レイニー、B中隊長ジベルノウからなる。レギウムSAA特殊部隊の中で最も歴史が古く、最精鋭とされる。開戦時は統合幕僚本部長直属の予備兵力であったが、後に第3軍司令部予備に転属された。かつてジャッカル隊が機甲教導師団に転出する以前の一時期に所属していた。
第11戦術航空団
ザウケン空軍中将率いる、レギウム国民軍唯一の航空戦力。第3軍と共に、降伏・武装解除を拒否して交戦を継続している。戦力不足から前線における制空権は確保できていないようで、夜間に強行偵察を行わなければならないほどである。

## 用語解説
レギウム共和国
人口約5700万人。首都はソルグレン。統合歴87年、レグトス人ナショナリズム高揚がもたらした12月革命による、シルバイン朝ルーミス王国崩壊後に建国した。国民代表会議を国権の最高機関とする民主共和制国家。三権分立は憲法で謳われているが、国会議長が最高執政委員長(首相)を兼ねる不文律によって、立法府と行政府の区分は有名無実化している。
ドラグノフ連邦
人口約1億2千万人。連邦首都はガイエ・ボリスバル。ルーミス王国滅亡後に成立したアクライア、パルセン、スロータルのエストン人3国が、統合歴122年のア・パ戦争、129年のキープ条約を経て、アクライアを盟主とする民主主義連邦国家を形成。各邦議会の自治権及び連邦大統領の権限は弱く、連邦議会に中央集権化された強固な連合体。
レントの奇跡
レオン・リーダスとジャッカル隊の名をレギウム陸軍に轟かせた伝説的な戦い。事の始まりは統合歴181年3月、レギウム第5軍左翼が崩れ、要衝オラテア市が陥落したことにより窮地に陥った第3軍右翼の状況を把握するため、第3軍作戦参謀の一人であったリーダスがSAA部隊に護衛されて前線視察を命じられたことに始まる。彼ら前線視察隊はレント村にて敵機甲1個大隊と遭遇。リーダスの的確な用兵により、ミルズ率いる僅か8機のSAA特殊部隊で増援が到着するまでの2日間敵の進撃を阻止した。これにより敵の攻勢は頓挫。結果的に第3軍は崩壊から救われる事となった。
ヴィオロンの溜息
首都ソルグレンを奪還するためのレギウム国民軍による一大反攻作戦。
国民軍主力による国内に駐留しているドラグノフ軍に対する総攻撃、レギウム各地に潜伏するレジスタンスの一斉蜂起などで首都ソルグレンの戦力を分散させたところミルズ率いる精鋭部隊で国家中枢を奪還するというもの。
クレイズ一派によるパウエル元帥暗殺をきっかけに発動した。
オービターアイズ・システム
旧世紀にステイツ(アメリカ合衆国)が建造した多目的軍事衛星。偵察の他に超高出力レーザーによる弾道ミサイルの迎撃、地上への攻撃が可能。
搭載されている超高出力レーザーの威力は凄まじく、最大出力では都市が消滅する程の被害を齎す。
静止軌道上に地球全域をカバーするように配置されており、制御権を継承したCPDUの崩壊後は地上から宇宙へ向かう飛翔体全てを自動で撃墜する為、人類は宇宙進出の夢を挫かれ現在も地球に閉じ込められている。
ルーミス王家は失われた制御コードを入手、その情報収集能力を利用して国土を拡大したが、子孫が軍事兵器として用いる事を危惧した王によって暗号化され重臣たち（ディヴァン評議員の祖先）に分割して譲渡されていた。
クレイズによる再起動後、試射を兼ねてソルグレン奪回に集結していたドラグノフ軍部隊を攻撃しこれを消滅。ルーミス同盟宣言後には核弾頭ICBMを発射し挑発行為を行おうとしたザンテダル社会主義共和国の統領府を破壊する。
その後、ルーミス王国制圧作戦開始への報復としてソルグレンを照準するもガードナーの仕掛けた殲滅プログラムが発動。ルーミス王国のシェルターを照準可能な16番機以外が同士討ちで壊滅し、その16番機もシェルター攻撃を阻止する為の緊急停止により機能を停止し無力化された。
グラン・ケイオス
ディヴァンが実行している「再生への混沌」と称される計画。レギウム、ドラグノフ両国の対立を利用し、再びルーミス王国を再興させる計画であるようだが詳細は不明である。
クレイズの発案であるが、真の作戦内容はディヴァンに語っている物とは異なっている。
ディヴァン
かつてレギウム、ドラグノフ一帯を版図にしたルーミス王国の貴族たちの末裔による秘密結社。
王国の復興を目的とする。各評議員たちはそれぞれが私兵を有しており、それらを合わせれば1個連隊規模の戦力となる。
ルーミス騎士団
ルーミス王家の末裔（つまりはユリアン・クレイズ）が有する秘匿軍団。陸・海・空の各軍に加え、騎士団長チェカ率いる直属部隊「王宮警衛大隊（パレス・バタリオン）」から編成されている。
所属する騎士団員は通常在外にて傭兵・軍人・文官などとして活動している。しかし、ルーミス王国滅亡より1世紀の間、戦士として生まれ、修練の成果を子に授け、代を重ねているため、末端の兵に至るまで忠勇にして精強無比な戦闘の玄人である。
装備もルーミス建国以前から所属する科学者集団(王家の先祖に当たる貴族が保護した元ナチスの科学者を祖とする)が独自開発しており、SAAに限らず戦闘機や装甲車両、更にはSAAを発展させた二足歩行兵器「ティーガー」等強力な兵器を保有している。
加えて、各軍を率いている4人の将たちは、ミルズと同等かそれ以上とも称される実力の持ち主である。そのため、兵員数は1個師団程度だが、実質的戦力は1個軍に匹敵すると言われている。
王宮警衛大隊（パレス・バタリオン）
ルーミス騎士団の騎士団長チェカが直接率いる闇の暗殺部隊。彼らにかかれば、ド軍最強を謳われるCOBRAも数日で壊滅すると言われるほどの実力を持つ。
AGI社
「エーリル・ガナー・重工 (Ariel Gunner Industry)」。兵器開発・生産を基幹事業とするレギウム資本の民間企業。
SAAなど機甲兵器開発に関しての評価は非常に高く、ルミラン地方随一とされる。
代表的なSAAはAPF-175mod「バルディッシュ改」、ASP-177e「スワッシュバックラー」、XSP-180 MK-54等。
CPDU
通称サーカム。環太平洋民主同盟の略であり、ステイツという国を中心に創設された旧世紀の超大国。
文字通り太平洋を囲む様に領土を持つ、首都はアデレード。（同名のオーストラリアの都市と推察される）
作中ではテロの連鎖と支配諸国の不満により滅亡したとある。
上記のオービターアイズ・システムを開発・運用（ステイツ時代からの継続）した国でもある。
GAF社
「ガイエ・アームズ・ファブリック (Gaie Arms Fabric)」。ドラグノフ資本の兵器開発メーカー。ドラグノフ連邦軍退役将兵会が株式の47%を保持する、事実上のドラグノフ軍部兵器工廠である。現在、AGI社などレギウムの兵器産業を傘下に収めるべく画策中。
代表的なSAAはFR-A4「バルメ」、FR-A12「ゼブラ」。
SAA
「Special Assault Armor（スペシャルアサルトアーマー）」の略称
歩兵の対弾用装備から発展・進化した特殊強襲用装甲である、機械的な力の強化による攻撃力・推力付与による機動性・兵装を換装することによる汎用性から戦場の花形となっているが、他作品での該当機種に見られる機甲車両兵器等に取って代わる為の装備ではなく、あくまで"歩兵用耐弾装甲の発展・進化した兵装"である。
武装は主に歩兵用の銃器や刃物に類似したものや各種ミサイル、本兵器種特有の“アームガン”などがある。
基本動力源は機体各所に分散配置された大容量バッテリーによる電力だがスラスター用には別に燃料を使用する。
機体駆動・制御用のOSへのコマンドは筋運動反応センサーと視線入力による。
森林での戦闘時に、地形に対応するプリセットが無く、苦戦する場面があり、環境に応じて設定を切り替えることが必要な模様。
各種スラスターがバックパックや肩・踵などに備わっており作動コマンドの一部は発声する必要がある（ブーストフルパワー、ショルダーブースト等）。
20mm重機以下に対する完璧な防御力を有するクロムカイル合金製の特殊複合装甲を全身に装着しているためその防御力はきわめて高く、人間が使用する火器（作中の対SAA用小火器に関してはこの限りにあらず）では基本的に対戦車・機甲兵器用の武器でなければ撃破出来ない。
なおこの装備を着用する兵を機装兵（クラダー）と呼び適正身長は170cm - 210cm、機体のフレームの伸縮とアジャスト式装甲板によってこの個人差を調整する。
パルスアーム
SAA腕部をベースに開発された歩兵携行用対SAA兵装。
SAA外殻装甲の伝導体部に接触し、指先の電極から制御機構の絶縁能力を超える高電圧を送り込むことでCPUを破壊し機体を擱坐させる。勿論電子機器を多数利用している機甲車両類も例外ではない。
ただし使用時に直接相手に触れなければならないため、ほとんど実戦では使えるものはいない。
生産能力で劣ったレギウムが戦場にあふれるドラグノフのSAAに対抗するために生産した苦肉の策である。
劇中では戦車に対しても最大出力によって停止させていた。

## SAA

### AGI (Ariel Gunner Industry) 社製
形式番号の『A』は制式採用、『X』は試作実験機、『PF』は陸戦用量産機、『SP』は特殊機を意味する。例えばバルディッシュ改の『APF』は『制式採用された陸戦用量産機』という意味である。
APF-175mod バルディッシュ改
大戦中期におけるレギウム軍主力機で、作中でもバルメと並んで頻繁に登場する。
量産型機としては高い性能を誇り、レギウムが国力で勝るドラグノフに互角に戦えたのもこの機体の存在による。
とはいえジャッカルクラスの熟練クラダーにとってはこの機体の能力は不足であるらしく、ミルズは「悪くは無いが反応が鈍い」と不満を漏らしていた。
U.E.179年の時点で先行量産された機体が存在（形式番号XPF-175）し、7・8巻にはその野戦用重装備型（4連ミサイルポッド、顔部シールドなど）が登場し、11巻には第12機甲師団所属のAPF-175mod-AA：強襲用重装備（肩及び脚部に2連装ミサイルポッド×4、左背部に6連装ミサイルポッド、右背部にスワッシュバックラーと同様のミサイルランチャー、全身に追加装甲、他）が登場する。加えて、クラウス・ガードナー用の強行偵察仕様等々作中で最もバリエーションが豊富に示されている機体でもある。
バルメとも多少の互換性があるようで、9巻でのゼップ・ジベルノウ少尉のバルディッシュは左肩、バックパックユニット、両腰のポーチがバルメのパーツである。
ASP-177e スワッシュバックラー
大戦後期の傑作機。
バルディッシュの後継機として元々は形式番号APF-177として量産化を前提に開発。しかしながらその高い製造コストと財政難の為、先行量産機16機がロールアウトした時点で特殊機であるSPナンバーに転化される。本項のeタイプはジャッカル隊に配備された8機が生産されただけである。
オプション装備の電磁レールガン（大型の対戦車ライフルの様な外観で普段は半分に二つ折りしてバックパック右側に搭載している）はジャッカル00 グラハルト・ミルズ大尉専用機のみ装備、使用時には機体の電力を大量に使用し、全システムが一時的にフリーズしリブートまで数秒を要する他脚部アンカーによる機体のホールドを要するなど、運用が極めて難しい武装である。
ASP-177scMK-23 スワッシュバックラー・スナイパーカスタム
バロス・ウォード曹長専用機。eタイプベースのパーツ換装式スナイパー仕様の為、通常のeタイプとしても使用可能。換装パーツは前面・脚部装甲、光学スコープ・外部演算装置・各種センサー搭載バックパック、狙撃特化型ヘルメット、照準システム連動機体制御装置（関節固定機能など）。
XSP-180 MK-54
ハワード主任によって名機スワッシュバックラーの後継機として開発された機体。
極めてピーキーな性能であり、ゼブラとの次期量産機コンペティションの際には誰にも乗りこなせなず、またスワッシュバックラー同様生産コストも高かったため「失敗作」と酷評されている。しかしミルズはこの機体の性能を充分に引き出し、桁外れの戦闘能力を見せる。実質上の彼の専用機で本作の主役機と言っても過言ではない。
新装備として「ハイパー・ヴェロシティ・アームガン」、通称「ハイヴェロアーム」を左腕に装備。これはスワッシュバックラーミルズ機に搭載されていたレールガンをアームガンサイズにコンパクト化したモノだが、省電力化等各種性能も向上している為機体への負担が低くMK-54の高性能に一役買っている。当初は肩部・腰部に小型ミサイルの直撃にすら耐える電磁反応装甲（EMリアクティブアーマー）を装備していたが、追加装甲分の重量のせいで機動性が犠牲になりまた着弾時に装着しているクラダーの肉体へ高い負担を強いる事もあってか、レイニーとの戦闘中除装して以降は使用していない。
テスミラ市街戦では右腕の15.2mm徹甲重機を外し対SAA用9mmハンドガンを装備、バックパックもガトリンガンと四連対戦車ミサイルポッドを左右に付けたものに換装した。
その後、開発者ハワードの手によりフルカスタマイズされた。（以下はその内容だが作戦が市街地制圧戦である為それにあわせた装備仕様である事も充分考えられる）
判明している限りでは、両腕の15.2mm徹甲重機とハイヴェロアームが外され、収納可能な銃剣付きのアサルトカービンと大型の防弾盾を装備。踵には急制動用のパイルバンカーを装備し、ハイヴェロアームを改良したと思われる手持ちレールガンを盾裏にマウントしバックパックには特殊な被帽付徹甲榴弾を使用する対機甲砲「タンク・バスター」を装備している。これは市街地戦においてミサイルよりも積載弾数などに優れるものの急造兵器であり射程が5m程度しかない（弾体である徹甲榴弾自体、砲身の弱さにより十分な装薬が使えない為の苦肉の策で採用されている）ものだがミルズ自身の接敵能力によって十分な戦力となっている。
その際左肩にMK-54とマーキングするつもりが、サヤが間違えたためNK-54になってしまった。また、この時サヤにより勝手にパラディン（聖騎士）という名前をつけられる。
なおハワードはこの機体を「マーク」と呼び実の子供のように扱っており、再会を果たした際には涙を流したほどである。
ASP-NC1200R ブラックバード
AGIの前身RG（ラウル・ガナー社）時代よりGIGNに納入されたSAAの通算12代目。GIGNのSAAは代々ブラックバードの名を受け継ぐ。
特殊部隊向けに供与されているため、曲がり角での偵察が可能な指内蔵小型カメラや懸垂降下などに使用可能な背部ウインチといった独自の機構をもつ。
フォルクス・カイルがクリヴィーレ用に用意した機体はさらにカスタマイズが施されている。
ASP-NR770 ダークホーク
NC1200R をベースにしたカスタム機。GIGN特機全3班の隊長専用SAAとして3機だけ製造された。外見はベースとなったブラックバードとほぼ変わりがないが、全身に12.7mm対SAA用徹甲弾に耐える強化装甲（着弾の衝撃すら防いでしまう程の代物）が装備されている。

### GAF (Gaie Arms Fabric) 社製
FR-A12 ゼブラ
ドラグノフ軍次期主力SAAとして開発されたGAF社の機体。
レギウム主力SAAであったAPF-175“バルディッシュ”を凌駕し、かつASP-177“スワッシュバックラー”と同等以上の性能を陸戦型量産機で実現することを目標として設計されている。
戦後、AGI社製のSAAを徹底的に考察・研究して技術を積極的に取り入れた結果、その目標を機体制御機構・パワー・反応速度・装甲・武装などトータル面において達成した。
その結果量産前提機としては驚異的ともいえる高いポテンシャルを持つ。
量産・実戦配備されればドラグノフ軍の機甲戦力は質の面に置いて飛躍的に向上されると思われる。
なお、試作機の一機はレギウム軍におけるテスト中にテスト・クラダーであった元ジャッカル隊員レイニー・クルーガーレギウム陸軍中尉によって事実上強奪され、以後彼の愛機となっており、ハワードによるカスタマイズとチューンナップも施され機体の概観こそ変わらぬもののザナルディのバルディッシュと同じバックパックユニットやTCVブレードを二本標準装備するなどの変化が見られる。
FR-A13M1 ゼブラ先行量産型
FR-A12 ゼブラの先行量産型。
レイニー・クルーガーに試作機を奪取されたものの、量産に支障はなく、ジン機甲旅団等に先行配備が開始されている模様である。
試作機と変わらず性能は極めて高い水準にあり、バルディシュ改との戦闘では圧倒的な性能差を発揮している。
量産化にあたり仕様変更が行われ、各部の印象は大きく異なる。
作中で登場したペドロサ機は市街地での接近白兵仕様である為か弱装弾仕様のアームガンや対機甲ミサイル用フレア、近接戦闘用フラッシュ等を装備している。
FR-A4 バルメ
ドラグノフ・レギウム戦争開戦当初からのドラグノフ軍現用主力機。
性能的には決して低い物ではないが、戦時中はより高性能なレギウム軍のバルディッシュに大きく水をあけられ、その装甲形状と鈍重さと相まってドラグノフ側で「ドンガメ」と呼ばれ、それがレギウムでも呼称されるようになった。ヴァリエーションとして、コブラ107戦隊向けに軽量化カスタマイズを施したLACタイプ、脚部に雪上スキッドを装着した雪上戦型、頭部フルフェイス装甲化を含めた全身強化装甲化・ミサイルポッド・四砲身型ガトリング（作中ではバルカンと呼称）と手持ち防弾盾を装備したFR-A4M6/D 拠点防衛型、長距離狙撃銃を装備したFR-A4S IIバルメ・イェーガー等が作中で確認されている。
終戦後レギウム国内に駐留している部隊のバルメは戦時中と異なるアサルトライフルを携行しているが、駐留軍だけに配備されているのか、戦後ド軍の装備が更新されたのかについては不明。
FR-A5M2 コブラII
ドラグノフ軍特殊部隊COBRAの指揮官機として開発されたFR-A5コブラをベースにしたクラダーのオーダーによるカスタムメイド機。軽量化により圧倒的な機動性を得る代わりに耐弾性と安定性が犠牲になっている。メインウェポンのライフルは名前の通りストック部を装甲に合わせて腕部に装備する特殊な形状を持つ。なおこの火器はベース機であるFR-A5シリーズの専用火器でもある。機銃銃口の下に20mmHPEPA用のランチャー砲口を備え、ポンプアクションショットガンの用に先台をスライドさせて発射する。
極端な性能ではあるがシュワンツ大尉の戦闘能力と相まって、市街地戦では壁や天井を足場に立体的に機動する等カタログスペック以上の力を発揮。
ミルズのレールガンをかわしたのは（今のところ）シュワンツだけである（それでも至近距離を通過する弾丸によって、覆面状の覆いが根こそぎ破られてしまっていたが）。

### ヤガミ重工
F3A 鬼神
ヤガミ重工カシワザキ事業所製　日本の鎧風のデザインが特徴的なSAAである。
アンソニー・ハワード曰く、性能評価用に購入してあったもの（前述の第三軍合流の際に持ち出した物資である）を上の命によりジベルノウ中尉用に転用した。
出力自体はFR-A12と同格であるがきわめて鋭敏な筋反応センサーとOSのスレッド分岐予測の高効率性による俊敏さが特徴で、クラダーの動きをタイムロスなく追従・再現する。この性能を達成する為か、駆動系の調整は0.01mm単位となっており、ハワードでも調整に苦労したと述べている。実際に装着したジベルノウに「SAAを着てる感じが全くしない」と言わしめるほどの追従性を誇っており、ハワードに言わせると「設計者の執念を感じさせる出来」らしい。
装備として、バックパック中央部に射出型ワイヤーアンカー、左側にハンドガン・右側に日本刀型TCVブレードを収納している。
ジベルノウはこの日本刀型ブレードで多数の銃弾を弾くという人間離れした技を披露している他、ブレードは出力調整が可能であり、出力"強"ではド軍の主力戦車の砲身を易々と両断し搭乗ハッチ部を真っ直ぐ衝き貫き中の搭乗員を刺殺していた。
ジベルノウの技量も相俟って、空港を単独で制圧した他、ド軍機甲部隊も壊滅させる戦果を上げている。
ラセツ
「ヴィオロンの溜息作戦」後にハワードがヤガミ重工から新たに購入させた機体。鬼神よりもパワーを重視したタイプ。
ヘイデンに割り当てられ、SAAを正面から破砕する大口径機銃により火力支援を行う。
シュラ
「ヴィオロンの溜息作戦」後にハワードがヤガミ重工から新たに購入させた機体。こちらはスピードを重視したタイプ。
クリヴァーレに割り当てられ、ハンドガンと長ドス型のブレードを用いた高速近接戦闘を行う。

### 「ダークナイツ」
名称のみ11巻で触れられていたが16巻で正式に登場したチェカ管轄のルーミス騎士団王宮警衛大隊の使用するSAA。
パウエル元帥の暗殺に成功した元ジャッカル隊員のロッシ・セリオーニの回収及び、リネウィッチ中将暗殺の為3機が投入されている。
ルーミス騎士団用に相応しく騎士の甲冑の様な外見にフルフェイスの頭部装甲をしており、防弾マントと強化装甲を備え、高い防御力を持つ。装備は折り畳み式の刃部を備え鍔・柄に相当する部分に機関銃を備えた特殊な剣と腕部にグレネードランチャー及び火炎放射器を搭載、脛部に空中発射型散弾ユニットを射出するランチャーを備えている。またルーミス騎士団の性質上秘匿の為の自爆システムと周囲の目撃者を殺害するためのクラダー死亡時に起動するAIを搭載しているが、シュワンツには行動を先読みされ装甲の隙間からジェネレーターを撃ち抜かれ破壊された。
ブラックナイツ
ルーミス騎士団の量産型SAA。
手持ち式の武器のみの軽装機体だが高い機動性を有し、死を恐れぬ特攻じみた突撃を仕掛ける。
各種ミサイルランチャーを追加したタクティカルナイツや水陸両用機等複数のバリエーションが存在する。
ティーガー
ルーミス騎士団が保有するSAAを拡大した形の野戦用二足歩行兵器。
SAAの倍以上ある重装甲の巨体に大口径火砲や機関砲、多連装ミサイル等多数の兵装を搭載し、白兵戦も可能な程高い機動力も併せ持つ。
フレズベルグ
ルーミス騎士団「白の大隊」大隊長専用SAA。
長剣型のTCVブレードを主とする高機動機で、シールド内蔵のアームガンと格納式多連装ミサイルランチャーにより射撃戦にも対応している。
ダーインスレイヴ
ルーミス騎士団「青の大隊」大隊長専用SAA。
水陸両用の重装甲機。マニピュレーター一体の爪型TCVブレードとシールド内蔵のグレネードランチャー、格納式多連装ミサイルランチャーで武装し、高トルク駆動系により水陸を問わず高い近接戦能力を発揮する。
フェンリル
ルーミス騎士団総長専用SAA。
Mk-54と同じく高性能化を突き詰めた機体で、アームガン、TVCブレード内蔵シールド、フラッシュストロボ付きワイヤーブレード、ミサイル、高初速グレネードランチャー等あらゆる距離や敵対象に対応可能な武装を搭載。チェカの戦闘能力が合わさる事で大部隊をも単機で蹂躙してのける。